# Liste schwäbischer Adelsgeschlechter/V

## V
| Name                      | Stammsitz                                    | Stand                                   | Anmerkungen zu Geschichte und Verbreitung | Mitgliedschaft in Adelsvereinigungen, Bündnissen oder Matrikeln                                                                   | Links zu relevanten Bildergalerien | Wappen                                                                        |
| ------------------------- | -------------------------------------------- | --------------------------------------- | --- | --- | ---------------------------------- | ----------------------------------------------------------------------------- |
| Veringen                  | Burg Veringen                                | Grafen                                  | Die Grafen von Veringen waren eine der begütertsten und angesehensten Dynastenfamilien des 11. und 12. Jahrhunderts im schwäbischen süddeutschen Raum. Liste der Besitzungen der Grafen von Veringen. 1417 ausgestorben.                                          | | weitere Siegel hier                |                                                                               |
| Veser                     | Burg Alt-Otterswang außerhalb von Otterswang | Herren                                  | Zuerst genannt die Ritter Heinrich, Albert und Rudolf die Veser und deren Vater Heinrich zu Otterswang. Propst Johannes I. von Veser (von 1363 bis 1371 17. Propst des Prämonstratenserstifts Schussenried) Zuletzt 1510 genannt Hans Veser, Keller zu Göppingen. | |                                    | führte im gegitterten runden Siegelfelde ein Dreieck mit überstehenden Enden. |
| Villenbach (von Bobingen) | Villenbach                                   | bischöflich-augsburgische Ministerialen | im 15. Jh. in Bobingen | Leitbracken |                                    | Ingeram-Codex Scheibler                                                       |
| Altsummerau Neusummerau   |                                              | Reichsritter Freiherren                 | Sixt Werner Vogt von Altensumerau und Prasberg Franz Johann Vogt von Altensumerau und Prasberg | Kanton Hegau-Allgäu-Bodensee (16. Jh. – etwa 1800)                                                                                |                                    | Siebmacher                                                                    |
| Vohenstein                | Burg Vohenstein                              | Reichsritter                            | | Kanton Odenwald des Ritterkreis Franken Kanton Kocher (im frühen 17. Jahrhundert wegen Talheim, Utzmemmingen und Adelmannsfelden) |                                    | Siebmacher                                                                    |
| Vol von Wildenau          | Burg Wildenau                                | Reichsritter                            | Besitzer des Orts Rübgarten bei Pliezhausen | Sankt Jörgenschild Schwäbischer Bund Kanton Neckar (1548–1623)                                                                    |                                    | Siebmacher                                                                    |